# Sparganothina
Sparganothina là một chi bướm đêm thuộc phân họ Tortricinae của họ Tortricidae.

## Các loài
- Sparganothina alta Landry, in Landry & Powell, 2001
- Sparganothina amoebaea Walsingham, 1913
- Sparganothina anopla Landry, in Landry & Powell, 2001
- Sparganothina beckeri Landry, in Landry & Powell, 2001
- Sparganothina cristata Landry, in Landry & Powell, 2001
- Sparganothina cultrata Landry, in Landry & Powell, 2001
- Sparganothina flava Razowski & Wojtusiak, 2006
- Sparganothina irregularis Landry, in Landry & Powell, 2001
- Sparganothina lutea Landry, in Landry & Powell, 2001
- Sparganothina nana Landry, in Landry & Powell, 2001
- Sparganothina neoamoebaea Landry, in Landry & Powell, 2001
- Sparganothina pollicis Landry, in Landry & Powell, 2001
- Sparganothina setosa Landry, in Landry & Powell, 2001
- Sparganothina spinulosa Landry, in Landry & Powell, 2001
- Sparganothina tena Landry, in Landry & Powell, 2001
- Sparganothina ternaria Landry, in Landry & Powell, 2001
- Sparganothina trispinosa Landry, in Landry & Powell, 2001
- Sparganothina veracruzana Landry, in Landry & Powell, 2001
- Sparganothina volcanica Landry, in Landry & Powell, 2001
- Sparganothina xanthista Walsingham, 1913